# Osvaldo Cabral
Fonte: Sociedade Oswaldo Cabral
Oswaldo Passos Cabral (Taperoá, 5 de fevereiro de 1900 - Rio de Janeiro, 1 de agosto de 1991) foi um maestro e compositor de música popular brasileira. Certamente, é o mais ilustre filho de Taperoá, na Bahia, que o viu nascer, em 5 de fevereiro de 1900. Em 1905, ficou órfão de pai, sendo tutelado por seu tio Dória, armador de barcos de pesca. No sentido de lhe garantirem uma futura profissão, fizeram-no frequentar um ateliê de alfaiate. Averso àquela profissão, muitas vezes trocou aquele aprendizado por um banho de rio que, às vezes, se estendia até o por do sol. Sua inclinação musical-religiosa, tão patente em suas futuras composições, como "Suíte Romântica, "Ave Maria", "Glória" e "O Mártir do Calvário", nasceu quando, em menino, acompanhava sua mãe, nas ladainhas da "Matriz de Taperoá". Em 1908, tem as primeiras lições de música com o mestre da Filarmônica São Braz, João Melano, e seu primeiro instrumento é a trompa. Em 1913, ingressa na Banda do Primeiro Corpo da Força Pública da Bahia, sob a direção do Capitão João Antônio Wanderley. Também, nesse ano, estuda violino e viola com o professor alemão Rodolph Schall. Em 1916, já era violinista de orquestras de salão, em navios do Lloyd Brasileiro. Em 1921, deixa a Banda da Força Pública e vai dirigir a Filarmônica Lira Ceciliana de Aratuipe. Em 1924, casa-se com Dª Maria da Glória Pinheiro Santos, e viaja para o Rio de Janeiro. No Rio de Janeiro, em 1925, se torna violetista da Sociedade de Concertos Sinfônicos do Rio de Janeiro, da qual seria, mais tarde, bibliotecário e um dos Diretores. Torna-se discípulo e dileto amigo do Maestro Antônio Francisco Braga, seu regente emérito. Em um de seus ensaios, em 1929, Oswaldo Cabral apareceu no local com a partitura da sua suíte "O Mártir". No intervalo, dado para descanso dos músicos, ele esqueceu de levar consigo a partitura, ficando a mesma em sua cadeira, junto à sua viola. Voltando para a continuação do ensaio, verificou que a mesma não estava no local onde fora deixada. Depois de alguns momentos de procura, surgiu-lhe o colega e grande amigo Arlindo da Ponte (que lhe mereceu um Dobrado de mesmo nome), dizendo-lhe ter entregue a partitura ao Maestro Francisco Braga. Naquele instante, Cabral transformou-se e, prevendo uma rejeição de sua obra, apresentou expressão tímida, ainda muito maior que a que lhe era peculiar.Iza Queiroz Santos, professora, pianista e grande biógrafa de Francisco Braga, dizia de Cabral: "Oswaldo Cabral, modesto e tímido, de uma timidez que chega a parecer humildade". Passados alguns dias, porém, o Maestro lhe comunicava ter gostado da obra e que já a havia incluído no programa do próximo concerto. E assim aconteceu. No concerto 145, da série, Francisco Braga colocou entre "Mestres Cantores", de Wagner e "Pacific", de Honegger, a suíte sacra "O Mártir". A plateia gostou e aplaudiu de pé; inclusive o ilustre Maestro Henrique Oswald que foi, pessoalmente, ao palco, no término do espetáculo, teve ótimas palavras de elogio, que serviram de incentivo, para prosseguir em seus estudos. Cabral procurou, então, um grande Professor e não menos amigo, o Maestro José Siqueira, que lhe ensinou Harmonia, Contraponto e Fuga. Seus estudos lhe deram aprovação nos exames finais dessas matérias, na Escola Nacional de Música e lhe abriram as portas da Universidade do Brasil, na mesma Escola, diplomando-se nos cursos de "Composição", "Instrumentação", "Regência" e "Folclore". Com os últimos conhecimentos adquiridos, melhorou a estrutura musical da sua suíte "O Mártir". Em 1931, a "Hora do Brasil" do D.I.P. (Departamento de Imprensa e Propaganda), em uma de suas audições, apresentou "Toada" e "Serenata", de Oswaldo Cabral, à frente da Orquestra Sinfônica Brasileira. Sua nomeação a Professor de Música da "Banda da Marinha", em fevereiro de 1933, resultado de disputado concurso, realizado na Escola Nacional de Música, aberto por ordem do Ministro da Marinha, Almirante Protógenes Pereira Guimarães, mereceu da Imprensa, os melhores comentários e o seu concerto inaugural, à frente da "Banda Sinfônica do Regimento Naval", se deu com enorme êxito, em 28 de julho de 1933, no Teatro Municipal do Rio de Janeiro, com enorme público e notáveis presenças, como a daquele Ministro e a do grande Maestro Francisco Braga. A crítica musical daquela época, bastante severa, foi unânime em elogios, entre eles o de Itiberê da Cunha (Correio da Manhã) e Oscar Guanabarino (Jornal do Comércio). Peças como "Os Mestres Cantores", de Wagner; "Suíte Caucasiana" de Ipolitov Ivanov e "Rapsódias Norueguesas", de Lalo, foram regidas de cor! Em concerto dado pela "Banda de Música do Corpo de Fuzileiros Navais", sob a regência do autor, foi novamente executada a suíte "O Mártir". O musicólogo Frei Pedro Sinzig, que estava presente, alguns dias depois, lhe escrevia as seguintes palavras: "A sua composição, cujo título poderia fazer pensar em estilo leve, revela muita severidade artística, a par de ótimos conhecimentos técnicos". Pessoalmente, quando o autor lhe foi agradecer a presença no concerto, Frei Pedro aconselhou-o a transformar a Suíte em Oratório. O Maestro Francisco Braga, também lhe havia feito a mesma sugestão, a qual Cabral tomou como um bom conselho, pelo respeito e dedicação que tinha ao grande Maestro. Mais tarde, quando concluiu o seu Curso de Composição, reformulou sua obra, colocando-a sob a forma de Oratório. A sua apresentação em Natal, Rio Grande do Norte, em 1958, com a "Banda de Fuzileiros Navais", a pedido de Dom Marcolino Esmeraldo de Souza Dantas, Arcebispo da Cidade, proporcionou ao autor uma das maiores emoções de sua vida. Procurando-o em sua residência, teve suas mãos beijadas por aquele eclesiástico que, mesmo cego, se pôs de joelhos e exclamou: "Mãos que compõem uma peça destas só podem ser divinas". Tempos depois, compôs e incorporou à obra mais um Ato: "A Última Ceia/Palavras Proféticas", que foi considerado pela crítica, como um dos mais belos. A versão definitiva do "Oratório", comporta um "Prólogo", treze "Quadros" e três "Atos". Em 1939, participou da Comissão instituída para rever o "Hino Nacional", como representante da Marinha do Brasil, ao lado de Gastão Penalva, ambos defensores vitoriosos, no empenho pela inviolabilidade do canto pátrio; trabalho em que se apoiou o Governo, no projeto, e depois, lei, que regulamentou os hinos e os símbolos nacionais, notadamente a Bandeira Nacional. Em 1940, conclui, na "Escola Nacional de Música", embora já fosse consagrado Compositor e Regente, os cursos de "Instrumentação", "Composição" e "Regência" com os professores José Siqueira, Paulo Silva, J. Octaviano, Francisco Mignone e Luiz Heitor (Folclore). Em 1963, dirige banda e orquestra, na gravação do "Hinário", constante dos hinos Nacional, Independência, à Bandeira e da Proclamação da República, promoção do M.E.C. (Ministério da Educação e Cultura), com a participação do Regente Tenente Adroaldo Batista da Silva e Coral das Escolas Oficiais do Estado da Guanabara, sob a direção do Maestro José Vieira Brandão. Em 1970, após a apresentação de seu trabalho, "A Banda de Música Como Fator de Cultura do Povo", produzido e julgado em 1969 (Reeditado em 1979 pela Sociedade Oswaldo Cabral), considerado como "Obra de grande valor para consulta dos estudiosos da Banda de Música Como Fator de Cultura do Povo", ingressou seu autor como membro titular, efetivo, na Academia Nacional de Música. Em solene sessão, presidida pela Professora Joanídia Sodré, sua primeira Presidente, toma posse da Cadeira 41 daquela Academia, seguindo-se memorável concerto da Banda de Fuzileiros Navais e Coral da UFRJ, dirigido pela Professora Iara Coelho, da Escola Nacional de Música. Em 5 de outubro de 1977, no Serviço de Assistência Social da Marinha, é fundada, por seu Diretor e autor do seu lema: "Depurando a mente através do belo aumentamos o amor à Pátria", a Sociedade Oswaldo Cabral com a presença do Exmo. Sr. Almirante-de-Esquadra Roberto Andersen Cavalcante, Diretor Geral do Pessoal da Marinha. Em 22 de março de 1978, é apresentado o "Oratório", "O Mártir do Calvário" no Salão Leopoldo Miguez da Escola de Música da Universidade Federal do Rio de Janeiro, com a presença do Exmo. Sr. Almirante-de-Esquadra Geraldo Azevedo Hennig, Ministro da Marinha. Esta apresentação, como todas as que a ela se seguiram sempre nas "Semanas Santas", contou com uma comovente encenação, a cargo do Grupo de Teatro Mirelafasidosol, onde desempenhou sempre, magnificamente, o papel do Cristo o artista João Bernner. O cenário foi bastante enriquecido com a doação, pelo Arsenal de Marinha do Rio de Janeiro, de uma belíssima cruz, além de mesa e bancos, para comporem a "Ceia do Senhor". Em 5 de fevereiro de 1979, septuagésimo nono aniversário do seu Patrono, é inaugurado no Serviço de Assistência Social da Marinha, o seu retrato à óleo, com a presença do seu autor, o grande pintor Emmanoel de Souza Araújo. Esta mesma obra é oferecida ao Museu Naval e lá inaugurada em 20 de dezembro de 2002, pelos senhores Renan Santos Cabral, filho do homenageado e pelo Capitão de Mar e Guerra Jorge Sgarbi, sobrinho do pintor, tendo já falecidos os representados. Em 5 de fevereiro de 1980, data do seu octogésimo aniversário, fez a sua Sociedade, rezar uma missa em Ação de Graças, na Igreja de Santa Rita, no Centro do Rio de Janeiro. Em 1980, Oswaldo Cabral realiza seu grande sonho: reger a sua Ópera "Siloé", que tanto empolgou o seu mestre Francisco Braga, naquele distante 1943, quando disse em carta ao autor: "Enfim, querido amigo Cabral, seu primeiro trabalho, longe de ser uma promessa, é uma afirmação". O espetáculo engalanou o Teatro João Caetano, na noite de 5 de outubro (Terceiro Aniversário da Sociedade Oswaldo Cabral), com o patrocínio dessa Sociedade, e realização, direção e produção de Dante de Paola, com o Maestro-Preparador Mário de Bruno. Em 1981, no 6 de outubro, deu-se a segunda e consagradora apresentação da ópera, desta vez não apenas cantada, mas integral, isto é, representada, com realização e patrocínio da Sociedade Oswaldo Cabral. A ópera "Siloé" nasceu de uma conversa costumeira de amigos, após uma aula na Escola Nacional de Música, entre Cabral, José Siqueira, Assis Republicano, Eleazar de Carvalho e Severino Delgado. Republicano possuía dois libretos e hesitava quanto à escolha para musicar "Contratador de Diamantes" e "Siloé", este de autoria de Leôncio Correia e Silveira Neto, baseado no conto "A Aía" de Eça de Queiroz. Sugeriu que Cabral escolhesse um dos dois e assim nasceu "Siloé", em 3 atos. Em 1981, teve a Ópera o seguinte elenco: Lygina de Pinho, Loretta Lace, Hercílio Batista, Jonas Travassos, Souza Landim, Luiz Oswaldo, Karina Lemden (todos artistas do Teatro Lírico Mário de Bruno) e Coral-Instrumental da "Sociedade Somúsica", sob a direção do Maestro Ciro Braga, além do "Grupo de Cordas da Sociedade Oswaldo Cabral" e músicos da Banda Sinfônica do Corpo de Fuzileiros Navais. No dia 9 de fevereiro de 1984, festejando o octogésimo quarto aniversário do seu Patrono, promoveu a sua Sociedade um concerto no convés de voo do Porta-Aviões "Minas Gerais" com a participação da Banda Sinfônica do Corpo de Fuzileiros Navais (Maestro Antonio de Almeida Teles) e Coral-Orquestra "Somúsica" (Maestro Ciro Costa Braga) e dos sopranos Cilene Fadigas e Eunice Rubim. Discípulo que foi do Maestro Antônio Francisco Braga, e seu sucessor na instrução e regência da Banda Sinfônica do Corpo de Fuzileiros Navais, herdou-lhe, além de ensinamentos técnicos, um acendrado patriotismo que produziu dezenas de hinos, marchas e poemas sinfônicos, como "A Canção do Aluno"; o hinos do "Serviço de Assistência Social da Marinha"; do "Quartel de Marinheiros" (hoje denominado "Centro de Instrução Almirante Alexandrino"); e da "Aviação Naval", e os poemas sinfônicos "Sebastopol", "Ode ao Dois de Julho" e "Riachuelo". Em "Sebastopol", celebrou a glória do Sargento Borges, em Paysandu. Na "Ode ao Dois de Julho" musicou versos de Castro Alves, celebrando a emancipação da sua querida Bahia, em 1823. Em "Riachuelo", sua obra mais conhecida, exaltou a maior Glória Naval da História do Brasil. Sua veia lírica embalou saraus e recitais em canções como: "Teus Olhos Verdes"; "Como é bom Sonhar"; "Canção de Amor"; "Viver é Sorrir"; "Cantiga Simples"; "Moreninha", etc., onde produziu versos e músicas ou musicou versos de Olegário Mariano, seu grande amigo, Rui Barbosa, Castro Alves, Olavo Dantas, etc.. A "Festa do Cauim" foi a sua maior realização no campo folclórico. Oswaldo Cabral foi também formador de regentes e "virtuoses", como Rubens Brandão, Moacir de Freitas, Florentino Dias e Eleazar de Carvalho. A Marinha do Brasil condecorou-lhe com as Medalhas "Mérito Tamandaré" e "Mérito Naval". Na Academia Nacional de Música ocupou a Cadeira 41. Músicos, musicistas e musicólogos registram sua Obra <Levy Scavarda (A Marinha em Revista, nº 206, maio/junho, 1968); Antônio Gonçalves Meira/Pedro Schirmer (Música Militar e Bandas Militares, Estandarte Editora, 2000); Gerson Fleischhauer (O Anfíbio, nº 6, ano IX, maio/agosto, 1988), (Do 45 à 44, 2004), (Revista Marítima Brasileira, abril/junho de 2000 e outubro/dezembro 2001), e Revista do Clube Naval, nº 307, 1997); Charles Osborne/Marcus Goes (Dicionário de Ópera, 1985); Zito Baptista (A Ópera, 1981); Vasco Mariz (História da Música no Brasil, 4ª Ed. 1993 e 5ª Ed. 1999)>. A Sociedade de Música Coral e Instrumental do Rio de Janeiro (Somúsica) dedicou-lhe um lado de seu Long-Play "Música Brasileira nº 1", com canções e baladas suas. Na Maçonaria, atingiu alto grau e a ela dedicou o quarteto de cordas "Invocação" (Ao Grande Oriente do Brasil). Ele marcou presença em inúmeros meios musicais, desde os oito anos, na Filarmônica de São Braz, na Banda do Primeiro Corpo da Força Pública da Bahia, na Filarmônica Lira Ceciliana de Aratuípe, na Sociedade de Concertos Sinfônicos do Rio de Janeiro, sob Francisco Braga, e na Banda Sinfônica do Corpo de Fuzileiros Navais, onde foi Regente-Titular por 37 anos. Atuou também em pequenas orquestras do cinema-mudo, animando plateias de cinemas, como: "Tijuca", "Ideal", "Íris", etc.. O Teatro de Revistas, com Carlos Machado e Walter Pinto, etc., também teve o seu concurso em notáveis noitadas na Praça Tiradentes. Em dezembro de 1988, em viagem cultural patrocinada pela sua Sociedade, viu, pela última vez, a sua querida Bahia e a sua Taperoá, sendo recebido mui atenciosamente pelo Comando do 2º Distrito Naval, na pessoa do Sr. Vice-Almirante Edson Ferraciú, que lhe proporcionou efetivo apoio e, entre outras homenagens, uma visita ao "Grupamento Regional de Fuzileiros Navais" (Grupamento de Fuzileiros Navais de Salvador), que o recebeu efusivamente ao som de Dobrados de sua autoria, executados pela Banda de Música daquela Organização Militar. Por muitos anos, com seus admiradores e componentes de sua Sociedade, nos 15 de abril de cada ano, ofereceu flores aos grandes músicos, pais da nacionalidade, no seu repouso eterno no Cemitério de S. Francisco de Paula, em Catumbi, e, em especial, ao seu mestre, antecessor e amigo, Francisco Braga, nos dias do seu aniversário. Foi longa e fértil a sua bela trajetória: Taperoá (5 de fevereiro de 1900) ao Rio de Janeiro (1º de agosto de 1991). Catumbi, foi também o fim de sua grande e bela viagem, onde repousa ao lado de sua esposa Dª Maria da Glória, companheira por mais de sessenta anos, e na companhia de Francisco Manuel da Silva, Leopoldo Miguez e Antônio Francisco Braga. Por ocasião do seu falecimento, o Presidente da Sociedade Oswaldo Cabral fez constar <Ata da 147ª Reunião Ordinária, em 10 de agosto de 1991 - SOC>, o seguinte texto: "Oswaldo Passos Cabral" (Taperoá, Bahia-1900-Rio de Janeiro, RJ, 1991) "Nascido no dia 5 de fevereiro, do último ano do século XIX, partiu o nosso Patrono, no recente 1º de agosto. Está, certamente, com Deus, que foi a sua primeira e permanente inspiração; nascida na meninice com "A Prece" e levada ao píncaro da veneração, com o seu glorioso Oratório "O Mártir do Calvário". A Pátria, também lhe é muito grata, e, a Marinha, parte dela, foi por ele eternamente elevada, por meio da exaltação de seus méritos e seus brios, proclamados em dezenas de Hinos, Marchas e Dobrados, cuja apoteose foi o Poema Sinfônico "Riachuelo". Sua capacidade técnica e seu entusiasmo souberam, também, transmitir às gerações de músicos durante os trinta e sete anos em que instruiu e regeu a Banda Sinfônica do Corpo de Fuzileiros Navais, dando o primeiro impulso em grandes músicos e regentes, como Rubens Brandão, Moacir de Freitas, Florentino Dias e Eleazar de Carvalho. Seu desaparecimento fez vagar a Cadeira nº 41 da Academia Nacional de Música, ocupada, inicialmente, por Assis Republicano. Enorme vaga deixou, também, na alma de seus admiradores e amigos que, há quase 14 anos, se reuniram para fundar a sua Sociedade Oswaldo Cabral. Pedimos a Deus que, onde ele está, nos possa sentir, e que de lá nos dirija a sua inspiração, para que possamos realizar, na glorificação do seu nome". Coerente com o seu propósito básico, a sua Sociedade, por ocasião do seu centenário de nascimento, fez rezar uma bela missa, em 4 de fevereiro de 2000, no Mosteiro de S. Bento, celebrada pelo Capitão de Mar e Guerra (Capelão Naval) João Navarro Reberte, Capelão-Chefe da Marinha.